# Central geotermoeléctrica Cerro Pabellón
La central geotérmica de Cerro Pabellón es una planta generadora de energía eléctrica que aprovecha las diferencias de temperatura entre fluidos termales y el exterior. Con un costo de US$ 320 millones comenzó su producción de 48 MW a fines de marzo de 2017 y en agosto de 2019 se inició la instalación de un tercer bloque que aumentara la producción en 33 MW con una inversión adicional de US$ 100 millones.